# FK Qairat-Schastar
Der FK Qairat-Schastar (kasachisch Футбол клубы Қайрат-Жастар Futbol kluby Qairat-Schastar, russisch Футбольный клуб Кайрат-Жастар Futbolny klub Kairat Schastar) ist ein kasachischer Fußballverein aus der ehemaligen Hauptstadt des Landes, Almaty.

## Geschichte
Der Verein wurde im Jahr 2010 als Zesna Almaty gegründet. Seit 2012 ist der Verein die Jugendakademie des FK Qairat Almaty.

## Bekannte Trainer
- Bernd Storck (2008)

## Vereinsnamen
- 2010: Zesna Almaty
- 2012: FK Kairat Academy
- 2017: FK Qairat A
- 2019: FK Qairat-Schastar

## Stadion
Seine Heimspiele bestreitet der Verein im 26.400 Zuschauer fassenden Zentralstadion in Almaty.

## Platzierungen
|  |

|  |